# Podarcis lilfordi
Espèce
Synonymes
- Zootoca lilfordi Günther, 1874
- Lacerta muralis var. balearica Bedriaga, 1879
- Lacerta muralis var. gigliolii Bedriaga, 1879
- Lacerta lilfordi conejerae Müller, 1927
- Lacerta lilfordi fahrae Müller, 1927
- Lacerta lilfordi jordansi Müller, 1927
- Lacerta lilfordi kuligae Müller, 1927
- Lacerta lilfordi planae  Müller, 1927
- Lacerta lilfordi rodriquezi Müller, 1927
- Lacerta lilfordi addayae Eisentraut, 1928
- Lacerta lilfordi hospitalis Eisentraut, 1928
- Lacerta lilfordi fenni Eisentraut, 1928
- Lacerta lilfordi hartmanni Wettstein, 1937
- Lacerta lilfordi toronis Hartmann, 1953
- Lacerta lilfordi espongicola Salvador, 1979
- Lacerta lilfordi estelicola Salvador, 1979
- Lacerta lilfordi imperialensis Salvador, 1979
- Lacerta lilfordi nigerrima Salvador, 1979
- Lacerta lilfordi pobrae Salvador, 1979
- Lacerta lilfordi xapaticola Salvador, 1979
- Lacerta lilfordi colomi Salvador, 1980

Statut de conservation UICN

 EN B1ab(iii)+2ab(iii) : En danger
Statut CITES
Podarcis lilfordi est une espèce de sauriens de la famille des Lacertidae.

## Répartition

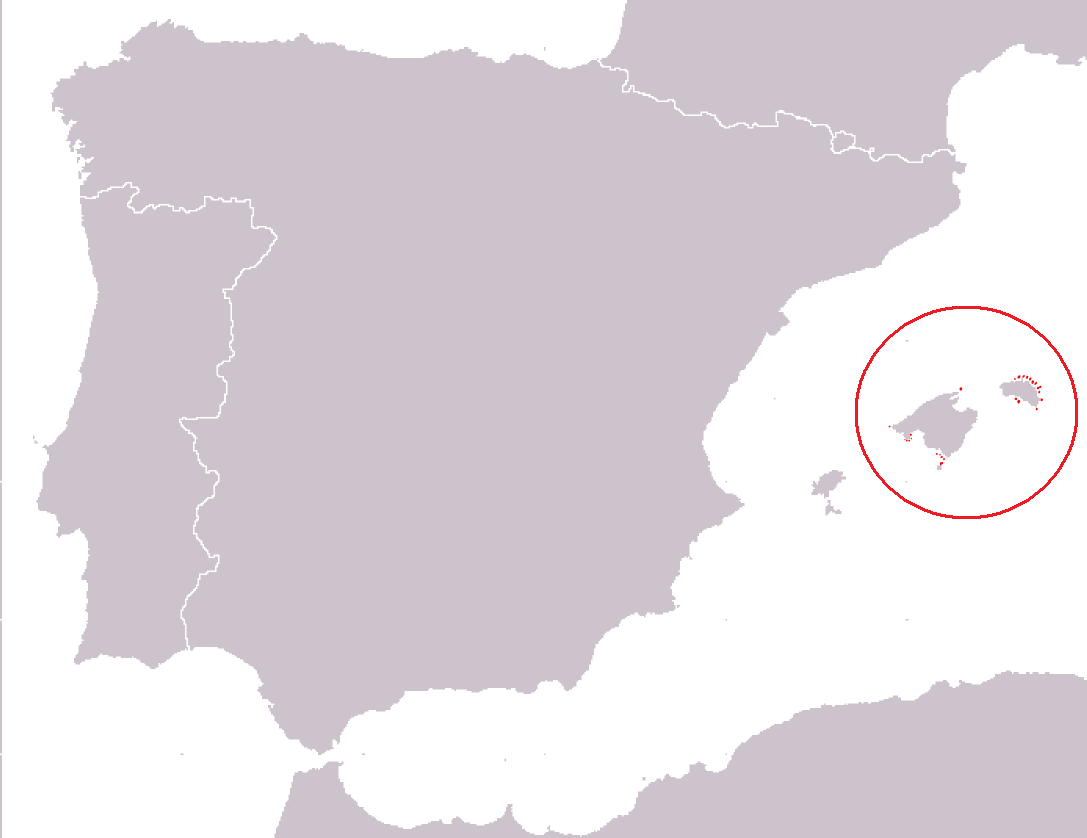
Distribution

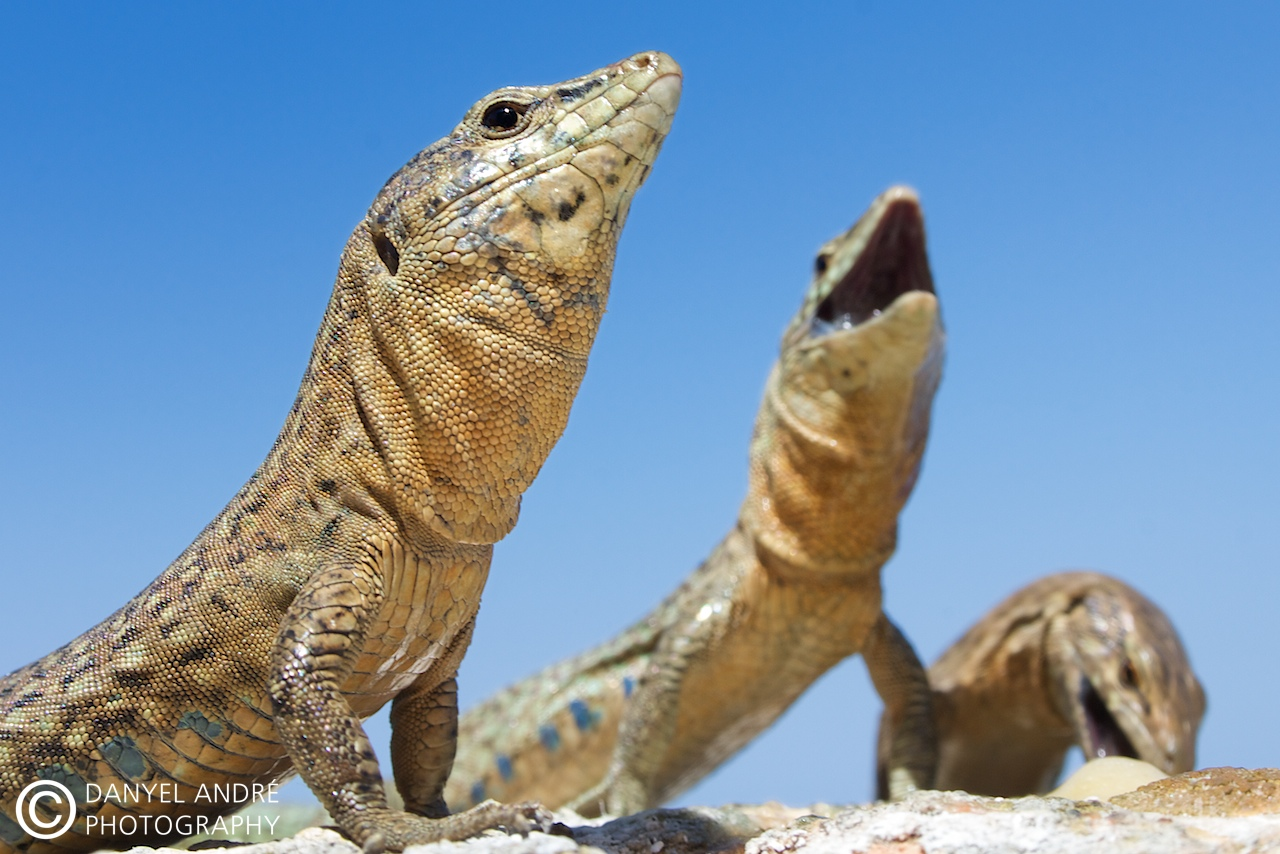
Podarcis lilfordi

Cette espèce est endémique des îles Baléares en Espagne.

## Liste des sous-espèces
Selon The Reptile Database (21 février 2013) :
- Podarcis lilfordi addayae (Eisentraut, 1928)
- Podarcis lilfordi balearica (Bedriaga, 1879)
- Podarcis lilfordi carbonerae Perez Mellado & Salvador, 1988
- Podarcis lilfordi codrellensis Perez Mellado & Salvador, 1988
- Podarcis lilfordi colomi (Salvador, 1980)
- Podarcis lilfordi conejerae (Müller, 1927)
- Podarcis lilfordi espongicola (Salvador, 1979)
- Podarcis lilfordi estelicola (Salvador, 1979)
- Podarcis lilfordi fahrae (Müller, 1927)
- Podarcis lilfordi fenni (Eisentraut, 1928)
- Podarcis lilfordi gigliolii (Bedriaga, 1879)
- Podarcis lilfordi hartmanni (Wettstein, 1937)
- Podarcis lilfordi imperialensis (Salvador, 1979)
- Podarcis lilfordi jordansi (Müller, 1927)
- Podarcis lilfordi kuligae (Müller, 1927)
- Podarcis lilfordi lilfordi (Günther, 1874)
- Podarcis lilfordi nigerrima (Salvador, 1979)
- Podarcis lilfordi planae (Müller, 1927)
- Podarcis lilfordi pobrae (Salvador, 1979)
- Podarcis lilfordi porrosicola Perez Mellado & Salvador, 1988
- Podarcis lilfordi rodriquezi (Müller, 1927)
- Podarcis lilfordi sargantanae (Eisentraut, 1928)
- Podarcis lilfordi toronis (Hartmann, 1953)
- Podarcis lilfordi xapaticola (Salvador, 1979)

## Étymologie
Cette espèce est nommée en l'honneur de Thomas Littleton Powys, quatrième Baron de Lilford (1833–1896).

## Publications originales
- Bedriaga, 1879 : Mémoire sur les variétés européennes du Lézard des Murailles. Bulletin de la Société Zoologique de France, vol. 4, p. 194–228 (texte intégral).
- Eisentraut, 1928 : Vorläufige Diagnosen einiger neuer Rassen der balearischen Inseleidechse Lacerta lilfordi Gthr. Das Aquarium, vol. 1928, p. 121-124 (texte intégral).
- Günther, 1874 : Description of a new European species of Zootoca. Annals and Magazine of Natural History, sér. 4, vol. 14, p. 158-159 (texte intégral).
- Hartmann, 1953 : Die Rassenaufspaltung der Balearischen Inseleidechsen. Zoologische Jahrbücher, vol. 64, p. 86-96.
- Müller, 1927 : Beitrag zur Kenntnis der Rassen von Lacerta lilfordi Gthr. Zoologischer Anzeiger, vol. 73, no 11/12, p. 259-269.
- Perez Mellado & Salvador, 1988 : The Balearic lizard: Podarcis lilfordi (Gunther, 1874) (Sauria, Lacertidae) of Menorca. Arquivos do Museu Bocage Nova Serie, vol. 1, no 10, p. 127-195.
- Salvador, 1979 : Materiales para una 'Herpetofauna Balearica' 2. Taxonomia de las Lagartijas Baleares del archipielago de Cabrera. Bonner Zoologische Beiträge, vol. 30, no 1/2, p. 176-191 (texte intégral).
- Salvador, 1980 : Una nueva subespecie metanica de lagartija balear (Lacerta lilfordi). Boletin de la Real Sociedad Espanola de Historia Natural Seccion Biologica, vol. 77, no 3/4, p. 491-492.
- Wettstein, 1937 : Uber Balearen-Eidechsen. Zoologischer Anzeiger, vol. 117, no 11/12, p. 293-297.